# 方尾鸢
方尾鸢（学名：Lophoictinia isura）是鹰科下的一种鸟类，属于单型的方尾鸢属，由德国博物学家约翰·雅各布·考普命名于1847年，方尾鸢是单型物种，没有亚种分化。

## 特征
方尾鸢体重约579.37克，翼长约47.12厘米，喙宽度约15.1毫米，喙厚度约18.6毫米，嘴峰长约45.2毫米，跗蹠长约71.6毫米，尾长约22.42厘米。
方尾鸢是留鸟，栖息在森林的树冠层，它们是食肉动物，主要以哺乳动物、鸟类、爬行动物等陆生脊椎动物为食。它们在澳大利亚各地的开阔林地和灌丛中都有分布。